# Peter van den Baar
P.M.J. (Peter) van den Baar (Lieshout, 23 februari 1941 – Eindhoven, 11 maart 2020) was een Nederlands bestuurder en politicus van de PvdA.
Hij was wethouder in Eindhoven van 1978 tot voor zijn benoeming in 1990 tot burgemeester van Goirle. In 1997 werd hij waarnemend burgemeester van Ootmarsum dat op 1 januari 2001 opging in de huidige gemeente Dinkelland (tot 1 juni 2002 nog genaamd 'gemeente Denekamp'). Meteen daarop werd hij waarnemend burgemeester van Sas van Gent dat op 1 januari 2003 samen met Axel opging in Terneuzen. In de periode van 2005 tot 2007 was Van den Baar voorzitter van de voetbalclub FC Eindhoven. In 2020 overleed hij op 79-jarige leeftijd.